# Maximum Conviction
Maximum Conviction (Brasil: Operações Especiais / Portugal: Condenação Máxima) é um filme estadunidense de 2012, dirigido por Keoni Waxman e estrelado por Steven Seagal e Stone Cold "Steve Austin".

## Sinopse
Um veterano agente de operações especiais (Steven Seagal) e seu parceiro (Steve Austin) recebem a missão de cuidar de uma antiga prisão. Lá, eles terão que supervisionar a chegada de duas prisioneiras misteriosas. Logo depois, a prisão é atacada por um grupo de mercenários e a dupla acaba descobrindo que as duas mulheres eram bem mais que simples prisioneiras. 